# Metselwerk

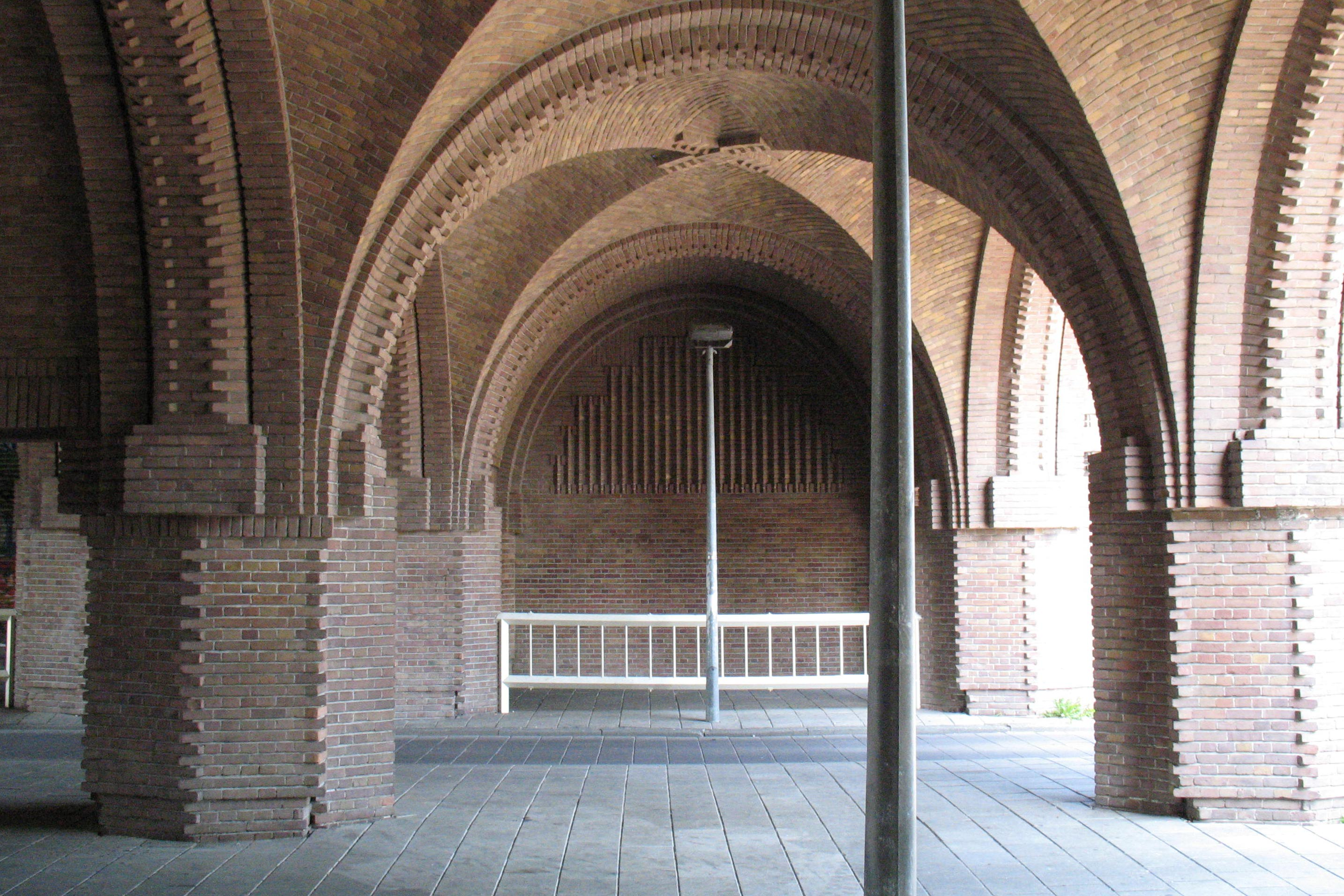
Gewelven, bogen en pijlers van metselwerk

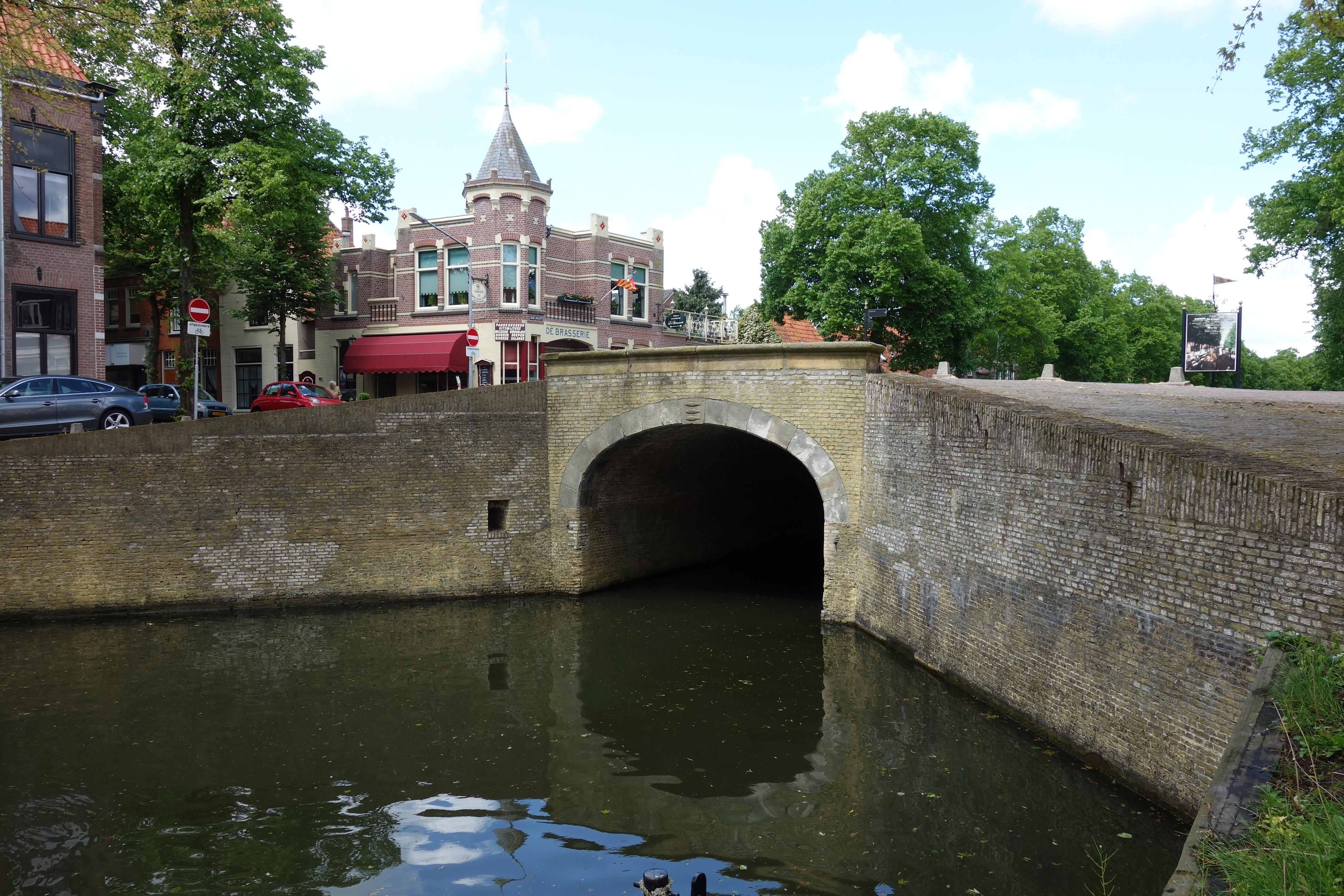
Een geheel uit metselwerk opgetrokken brug in Enkhuizen

Metselwerk is het resultaat dat ontstaan is door metselen. Het metselen wordt in de regel gedaan door een metselaar. Na het verharden van de metselspecie is er een versteend product. Er kan gebruikgemaakt worden van natuur- of kunststeen, zoals bak- of kalkzandsteen. Essentieel gereedschap bij het metselen is een troffel en een voegspijker.
De volgorde en positie waarop de stenen (zowel smalle baksteen als volle baksteen) ten opzichte van elkaar worden gelegd (zowel horizontaal als verticaal) vormen doorgaans een zich herhalend patroon dat het metselverband wordt genoemd; daarbij kan eventueel gebruik worden gemaakt van (bak)stenen van verschillende afmetingen, zodat andere verbanden ontstaan dan het veelgebruikte halfsteensverband, en daarmee een geheel ander aanzicht hebben.
Smal metselwerk lijkt sterk op vol metselwerk. Toch zijn er verschillen. Door de andere kop/strek verhouding zijn er andere metselverbanden mogelijk. Reguliere metselverbanden zijn ook mogelijk met smalle baksteen, maar vergen meer knip- of zaagwerk. 
Wanneer metselwerk niet wordt afgewerkt met bijvoorbeeld een stuclaag, maar wordt "afgevoegd", dat wil zeggen de voegen worden gevuld met een voegmortel, dan wordt dat schoon metselwerk genoemd.

## Toepassingen en technieken
Naast de voor de hand liggende toepassing van metselwerk voor muren, gevels en kolommen of pijlers, is het met de juiste technieken ook mogelijk om bogen, gewelven en andere overspanningen en overkappingen te maken zonder gebruik te maken van bijvoorbeeld spanten of balken. Een van die technieken is bijvoorbeeld om eerst een (onder)steunende vorm of formeel te construeren, waar dan tegenaan en/of overheen gemetseld kan worden. Na het uitharden van het met metselwerk is het een zelfdragende constructie geworden en kan de ondersteuning worden verwijderd. Onder meer hierdoor kunnen gehele bouwwerken uit metselwerk worden opgetrokken, zoals – naast gebouwen – bijvoorbeeld bruggen, tunnels en viaducten.